# Loïc Leclercq
Pour les articles homonymes, voir Leclercq.
Loïc Leclercq, né le 23 octobre 1988 à Armentières (France), est un footballeur français, formé au Lille OSC. Il évolue au poste de défenseur.

## Palmarès
- Coupe de la Ligue de Singapour
  - Vainqueur : 2010
- Championnat de Singapour
  - Vainqueur : 2010